# Mueang Nakhon Ratchasima (huyện)
Mueang Nakhon Ratchasima (tiếng Thái: เมืองนครราชสีมา, phiên âm: Mương Ná-khon Rát-cha-xỉ-ma) là huyện thủ phủ (Amphoe Mueang) của tỉnh Nakhon Ratchasima, đông bắc Thái Lan.

## Lịch sử
Nakhon Ratchasima là một thành phố cổ, thành phố hiện này đã được xây dưới thời vua Narai của vương quốc Ayutthaya. Nhà vua đã cho nhập hai thành phố cổ, Mueang Sema và Mueang Khorakha Pura (Khorat) và dời đến khu vực ngày nay. Ông đã đặt tên thành phố mới là Nakhon Ratchasima và đặt nó làm biên giới phía đông của Ayutthaya. Cảnh quan của thành phố Nakhon Ratchasima đã được một kiến trúc sư Pháp thiết kế.

## Địa lý
Các huyện giáp giới (từ phía bắc theo chiều kim đồng hồ) Non Thai, Non Sung, Chaloem Phra Kiat, Chok Chai, Pak Thong Chai, Sung Noen và Kham Thale So.

## Các đơn vị hành chính
Huyện này được chia ra thành 25 phó huyện (tambon). Thành phố Nakhon Ratchasima (thesaban nakhon) bao gồm khu vực của tambon Nai Mueang. Các đơn vị này lại được chia ra 5 thị trấn (thesaban tambon) trong huyện - Nong Phai Lom, Hua Thale, Pho Klang, Cho Ho và Khok Kruat.
| STT. | Tên           | Tên Thái   | Người   |  |
| ---- | ------------- | ---------- | ------- |  |
| 1.   | Nai Mueang    | ในเมือง     | 147.888 |  |
| 2.   | Pho Klang     | โพธิ์กลาง    | 24.984  |  |
| 3.   | Nong Chabok   | หนองจะบก   | 10.229  |  |
| 4.   | Khok Sung     | โคกสูง      | 9.280   |  |
| 5.   | Maroeng       | มะเริง      | 6.590   |  |
| 6.   | Nong Rawiang  | หนองระเวียง | 10.584  |  |
| 7.   | Pru Yai       | ปรุใหญ่      | 8.912   |  |
| 8.   | Muen Wai      | หมื่นไวย     | 9.488   |  |
| 9.   | Phon Krang    | พลกรัง      | 3.926   |  |
| 10.  | Nong Phai Lom | หนองไผ่ล้อม  | 21.157  |  |
| 11.  | Hua Thale     | หัวทะเล     | 22.605  |  |
| 12.  | Ban Ko        | บ้านเกาะ    | 9.783   |  |
| 13.  | Ban Mai       | บ้านใหม่     | 17.146  |  |
| 14.  | Phutsa        | พุดซา       | 9.253   |  |
| 15.  | Ban Pho       | บ้านโพธิ์     | 8.537   |  |
| 16.  | Cho Ho        | จอหอ       | 14.125  |  |
| 17.  | Khok Kruat    | โคกกรวด    | 7.158   |  |
| 18.  | Chai Mongkhon | ไชยมงคล    | 6.005   |  |
| 19.  | Nong Bua Sala | หนองบัวศาลา | 14.478  |  |
| 20.  | Suranari      | สุรนารี      | 15.171  |  |
| 21.  | Si Mum        | สีมุม        | 6.243   |  |
| 22.  | Talat         | ตลาด       | 5.039   |  |
| 23.  | Phanao        | พะเนา      | 4.798   |  |
| 24.  | Nong Krathum  | หนองกระทุ่ม  | 6.234   |  |
| 25.  | Nong Khai Nam | หนองไข่น้ำ   | 5.786   |  |